# Coppa dei Campioni di calcio da tavolo 1999
La settima edizione della "Coppa dei Campioni di calcio da tavolo" venne ospitata dalla cittadina francese di Issy-les-Moulineaux il 4 e 5 dicembre 1999.

## Primo Turno

### Girone A
| Squadra            | Punti | G | V | N | P | PV | PP | DP  |
| ------------------ | ----- | - | - | - | - | -- | -- | --- |
| 1. S.C. Charleroi  | 9     | 3 | 3 | - | - | 12 | 0  | +12 |
| 2. T.S.C. Latina   | 6     | 3 | 2 | - | 1 | 5  | 5  | =   |
| 3. F.T.C. Louvroil | 3     | 3 | 1 | - | 2 | 3  | 6  | -3  |
| 3. SF/SW Hitdorf   | 0     | 3 | - | - | 3 | 0  | 9  | -9  |

#### S.C. Charleroi-F.T.C. Louvroil 4-0
| Bessim Golger      | Jean-Marc Matha       | 8-1 |
| Alain Hanotiaux    | Rémi Soret            | 2-0 |
| Gil Delogne        | Cédric Wienecke       | 7-0 |
| Antonio Mettivieri | Jean-Guillaume Einsle | 2-1 |

#### SF/SW Hitdorf-T.S.C. Latina 0-3
| Stephan Boddenberg | Severino Gara    | 3-3 |
| Mario Molinaro     | Marco Lauretti   | 1-4 |
| Olaf Göttke        | Enrico Guidi     | 0-3 |
| Edin Mulasmajic    | Emanuele Licheri | 0-5 |

#### S.C. Charleroi-SF/SW Hitdorf 4-0
| Bessim Golger                        | Edin Mulasmajic    | 6-1 |
| Alain Hanotiaux / Antonio Mettivieri | Olaf Göttke        | 4-2 |
| Gil Delogne                          | C. Boddenberg      | 3-0 |
| Vito Di Ruggiero                     | Stephan Boddenberg | 3-1 |

#### F.T.C. Louvroil-T.S.C. Latina 1-2
| Rémi Soret            | Severino Gara    | 1-0 |
| Jean-Guillaume Einsle | Marco Lauretti   | 1-1 |
| Alain Burrinck        | Enrico Guidi     | 1-5 |
| Cédric Wienecke       | Emanuele Licheri | 1-5 |

#### S.C. Charleroi-T.S.C. Latina 4-0
| Bessim Golger      | Severino Gara    | 4-3 |
| Gil Delogne        | Marco Lauretti   | 3-2 |
| Antonio Mettivieri | Enrico Guidi     | 4-2 |
| Alain Hanotiaux    | Emanuele Licheri | 2-0 |

#### F.T.C. Louvroil-SF/SW Hitdorf 2-0
| Rémi Soret            | Stephan Boddenberg | 0-1 |
| Jean-Guillaume Einsle | C. Boddenberg      | 2-0 |
| Jean-Marc Matha       | Edin Mulasmajic    | 1-1 |
| Cédric Wienecke       | Olaf Göttke        | 2-0 |

### Girone B
| Squadra                       | Punti | G | V | N | P | PV | PP | DP |
| ----------------------------- | ----- | - | - | - | - | -- | -- | -- |
| 2. A.C.S. Perugia             | 6     | 3 | 2 | - | 1 | 5  | 4  | +1 |
| 1. A.S. Hennuyer              | 6     | 3 | 2 | - | 1 | 8  | 3  | +5 |
| 3. F.T.C. Issy-les-Moulineaux | 4     | 3 | 1 | 1 | 1 | 5  | 6  | -1 |
| 3. T.V.B. Mödling             | 1     | 3 | - | 1 | 2 | 3  | 8  | -5 |

#### A.S. Hennuyer-A.C.S. Perugia 1-2
| Fabian Brau       | Andrea Di Vincenzo    | 1-3 |
| David Ruelle      | Francesco Mattiangeli | 1-1 |
| Philippe Mairesse | Stefano De Francesco  | 2-3 |
| Pascal Dieu       | Federico Mattiangeli  | 1-0 |

#### F.T.C. Issy-les-Moulineaux-T.V.B. Mödling 2-2
| Frédéric Dross                 | Dieter Busch    | 2-0 |
| Didier Mestre / Thierry Vivron | Manfred Pawlica | 0-1 |
| Lionel Abecassis               | Helmut Pichler  | 3-1 |
| Henri Cornu                    | Eric Hinkelmann | 0-3 |

#### A.S. Hennuyer-F.T.C. Issy-les-Moulineaux 3-1
| Fabian Brau        | Lionel Abecassis / Thierry Vivron | 3-2 |
| David Ruelle       | Didier Mestre                     | 5-0 |
| Delphine Dieudonné | Éric Naszalyi                     | 1-2 |
| Pascal Dieu        | Frédéric Dross                    | 2-1 |

#### T.V.B. Mödling-A.C.S. Perugia 1-2
| Eric Hinkelmann | Andrea Di Vincenzo    | 2-2 |
| Helmut Pichler  | Francesco Mattiangeli | 1-3 |
| Dieter Busch    | Stefano De Francesco  | 1-3 |
| Manfred Pawlica | Mauro Manganello      | 1-0 |

#### A.S. Hennuyer-T.V.B. Mödling 4-0
| Fabian Brau / Delphine Dieudonné | Manfred Pawlica | 5-2 |
| David Ruelle                     | Eric Hinkelmann | 3-2 |
| Philippe Mairesse                | Helmut Pichler  | 3-0 |
| Pascal Dieu                      | Dieter Busch    | 3-0 |

#### F.T.C. Issy-les-Moulineaux-A.C.S. Perugia 2-1
| Thierry Vivron   | Andrea Di Vincenzo    | 0-1 |
| Henri Cornu      | Francesco Mattiangeli | 2-2 |
| Éric Naszalyi    | Mauro Manganello      | 1-0 |
| Lionel Abecassis | Federico Mattiangeli  | 2-0 |

### Girone C
| Squadra                 | Punti | G | V | N | P | PV | PP | DP |
| ----------------------- | ----- | - | - | - | - | -- | -- | -- |
| 1. C.C.T. Eagles Napoli | 6     | 3 | 2 | - | 1 | 6  | 4  | +2 |
| 2. F.T.C. Paris         | 6     | 3 | 2 | - | 1 | 5  | 2  | +3 |
| 3. S.C. Temploux        | 6     | 3 | 2 | - | 1 | 3  | 3  | =  |
| 3. T.F.C. Mattersburg   | 0     | 3 | - | - | 3 | 1  | 6  | -5 |

#### T.F.C. Mattersburg-S.C. Temploux 0-1
| Steven Morawitz   | Yves Peremans     | 1-1 |
| Markus Matzinger  | Oliver Delogne    | 0-0 |
| Karl-Heinz Haider | Frédéric Perdaens | 2-4 |
| Thorsten Korzil   | Benoît Massart    | 1-1 |

#### F.T.C. Paris-C.C.T. Eagles Napoli 2-1
| Ouabi Rouis        | Filippo Filippella | 1-1 |
| Jean-Marie Amberny | Vincenzo Varriale  | 1-0 |
| Mongi Rouisntinou  | Dario Belperio     | 4-2 |
| Emmanuel Gorgette  | Massimo Bolognino  | 1-6 |

#### T.F.C. Mattersburg-C.C.T. Eagles Napoli 1-2
| Robert Lenz       | Massimo Bolognino                      | 1-3 |
| Markus Matzinger  | Christian Filippella                   | 0-3 |
| Karl-Heinz Haider | Dario Belperio                         | 2-1 |
| Thorsten Korzil   | Vincenzo Varriale / Filippo Filippella | 1-1 |

#### F.T.C. Paris-S.C. Temploux 0-1
| Stéphane Galichet  | Yves Peremans     | 0-0 |
| Mongi Rouis        | David Wouter      | 1-1 |
| Jean-Marie Amberny | Frédéric Perdaens | 1-2 |
| Ouabi Rouis        | Benoît Massart    | 0-0 |

#### S.C. Temploux-C.C.T. Eagles Napoli 1-3
| Yves Peremans     | Massimo Bolognino    | 1-3 |
| Benoît Massart    | Christian Filippella | 0-2 |
| Frédéric Perdaens | Filippo Filippella   | 2-1 |
| Oliver Delogne    | Vincenzo Varriale    | 0-2 |

#### T.F.C. Mattersburg-F.T.C. Paris 0-3
| Robert Lenz       | Jean-Marie Amberny | 0-0 |
| Markus Matzinger  | Mongi Rouis        | 0-5 |
| Karl-Heinz Haider | Ouabi Rouis        | 0-3 |
| Thorsten Korzil   | Fayçal Rouis       | 2-7 |

### Girone D
| Squadra                    | Punti | G | V | N | P | PV | PP | DP  |
| -------------------------- | ----- | - | - | - | - | -- | -- | --- |
| 1. B.T.G. Wuppertal        | 7     | 3 | 2 | 1 | - | 8  | 3  | +5  |
| 2. Teeside Phoenix         | 5     | 3 | 1 | 2 | - | 8  | 4  | +4  |
| 3. J.S.C. Rochefort        | 4     | 3 | 1 | 1 | 1 | 7  | 4  | +3  |
| 3. G.D. Dias Ferreira (ff) | 0     | 3 | - | - | 3 | 0  | 12 | -12 |

#### J.S.C. Rochefort-B.T.G. Wuppertal 1-2
| Michaël Roberty  | Wolfgang Schneider | 1-3 |
| Valery Dejardin  | Carsten Becker     | 4-1 |
| Arnaud Robillard | Markus Lindner     | 2-2 |
| Olivier Saffer   | Thomas Heidkamp    | 1-2 |

#### Teeside Phoenix-B.T.G. Wuppertal 2-2
| Peter Thomas | Wolfgang Schneider | 0-5 |
| Chris Short  | Carsten Becker     | 3-2 |
| Mike Parnaby | Markus Lindner     | 1-2 |
| Phil Redman  | Thomas Heidkamp    | 4-0 |

#### Teeside Phoenix-J.S.C. Rochefort 2-2
| Peter Thomas | Olivier Saffer   | 1-0 |
| Chris Short  | Valery Dejardin  | 1-2 |
| Mike Parnaby | Michaël Roberty  | 0-5 |
| Phil Redman  | Arnaud Robillard | 3-1 |

### Girone E
| Squadra                        | Punti | G | V | N | P | PV | PP | DP |
| ------------------------------ | ----- | - | - | - | - | -- | -- | -- |
| 1. T.S.C. Stella Artois Milano | 9     | 3 | 3 | - | - | 9  | 1  | +8 |
| 2. S.C. Stembert               | 4     | 3 | 1 | 1 | 1 | 4  | 3  | +1 |
| 3. Atlas Athens                | 4     | 3 | 1 | 1 | 1 | 3  | 3  | =  |
| 4. Schwalbach                  | 0     | 3 | - | - | 3 | 0  | 9  | -9 |

#### Atlas Athens-S.C. Stembert 0-0
| Panos Vogiatzis          | Sébastien Scheen | 0-0 |
| Nasos Fotopoulos         | Steve Gregoire   | 1-1 |
| Lazaros Papakonstantinou | Pascal Scheen    | 0-0 |
| Giorgos Aggelinas        | Bruno Goset      | 0-0 |

#### Schwalbach-T.S.C. Stella Artois Milano 0-3
| Wolfgang Sartor | Stefano Scagni    | 0-5 |
| Thomas Winkler  | Mario Corradi     | 3-3 |
| Kai Schmidlin   | Efrem Intra       | 0-4 |
| Fred Vulpes     | Gianluca Galeazzi | 1-8 |

#### Atlas Athens-T.S.C. Stella Artois Milano 0-3
| Eugene Plytas            | Stefano Scagni    | 1-2 |
| Lazaros Papakonstantinou | Mario Corradi     | 2-3 |
| Nasos Fotopoulos         | Efrem Intra       | 2-2 |
| Giorgos Aggelinas        | Gianluca Galeazzi | 0-2 |

#### Schwalbach-S.C. Stembert 0-3
| Wolfgang Sartor | Laurent Goor                     | 0-6 |
| Kai Schmidlin   | Steve Gregoire                   | 0-1 |
| Fred Vulpes     | Sébastien Scheen / Pascal Scheen | 1-6 |
| Thomas Winkler  | Bruno Goset                      | 0-0 |

#### Atlas Athens-Schwalbach 3-0
| Eugene Plytas            | Thomas Winkler  | 3-1 |
| Lazaros Papakonstantinou | Fred Vulpes     | 6-1 |
| Panos Vogiatzis          | Wolfgang Sartor | 3-1 |
| Giorgos Aggelinas        | Kai Schmidlin   | 0-0 |

#### T.S.C. Stella Artois Milano-S.C. Stembert 3-1
| Gianluca Galeazzi | Laurent Goor     | 3-0 |
| Efrem Intra       | Steve Gregoire   | 1-2 |
| Mario Corradi     | Sébastien Scheen | 3-2 |
| Stefano Scagni    | Pascal Scheen    | 1-0 |

### Girone F
| Squadra              | Punti | G | V | N | P | PV | PP | DP  |
| -------------------- | ----- | - | - | - | - | -- | -- | --- |
| 1. S.C. Verviers     | 9     | 3 | 3 | - | - | 7  | 1  | +6  |
| 2. S.C. Elbeuf       | 6     | 3 | 2 | - | 1 | 8  | 3  | +5  |
| 3. Glyfada United    | 3     | 3 | 1 | - | 2 | 5  | 4  | +1  |
| 4. Hot Club d'Ecosse | 0     | 3 | - | - | 3 | 0  | 12 | -12 |

#### Hot Club d'Ecosse-S.C. Elbeuf 0-4
| Butterworth | Philippe Gillet /Nicolas Lefebvre | 1-5 |
| Burns       | E Lafontaine                      | 0-4 |
| Dave Baxter | C Fuseau                          | 0-1 |
| ff          | R Lafontaine                      | 0-3 |

#### Schwalbach-T.S.C. Stella Artois Milano 0-3
| Wolfgang Sartor | Stefano Scagni    | 0-5 |
| Thomas Winkler  | Mario Corradi     | 3-3 |
| Kai Schmidlin   | Efrem Intra       | 0-4 |
| Fred Vulpes     | Gianluca Galeazzi | 1-8 |

#### Atlas Athens-T.S.C. Stella Artois Milano 0-3
| Eugene Plytas            | Stefano Scagni    | 1-2 |
| Lazaros Papakonstantinou | Mario Corradi     | 2-3 |
| Nasos Fotopoulos         | Efrem Intra       | 2-2 |
| Giorgos Aggelinas        | Gianluca Galeazzi | 0-2 |

#### Schwalbach-S.C. Stembert 0-3
| Wolfgang Sartor | Laurent Goor                     | 0-6 |
| Kai Schmidlin   | Steve Gregoire                   | 0-1 |
| Fred Vulpes     | Sébastien Scheen / Pascal Scheen | 1-6 |
| Thomas Winkler  | Bruno Goset                      | 0-0 |

#### Atlas Athens-Schwalbach 3-0
| Eugene Plytas            | Thomas Winkler  | 3-1 |
| Lazaros Papakonstantinou | Fred Vulpes     | 6-1 |
| Panos Vogiatzis          | Wolfgang Sartor | 3-1 |
| Giorgos Aggelinas        | Kai Schmidlin   | 0-0 |

#### T.S.C. Stella Artois Milano-S.C. Stembert 3-1
| Gianluca Galeazzi | Laurent Goor     | 3-0 |
| Efrem Intra       | Steve Gregoire   | 1-2 |
| Mario Corradi     | Sébastien Scheen | 3-2 |
| Stefano Scagni    | Pascal Scheen    | 1-0 |

## Quarti di finale

### A.S. Hennuyer-Atlas T.F. 0-1
| Philippe Mairesse | Nasos Fotopoulos         | 0-1 |
| Pascal Dieu       | Lazaros Papakonstantinou | 2-2 |
| Oliver Père       | Giorgos Zavos            | 0-2 |
| David Ruelle      | Kostas Kechris           | 1-1 |

### Falcons Athens-Wuppertal B.T.G. 3-0
| Kostas Triantafillou | Markus Lindner     | 5-0 |
| Giorgos Tsompanidis  | Carsten Becker     | 2-0 |
| Christos Rikos       | Rudi Knuf          | 2-1 |
| Giorgos Koutis       | Wolfgang Schneider | 1-1 |

### S.C. Charleroi-Paris F.T.C. 1-2
| Alain Hanotiaux    | Jean Mary Amberny | 3-0 |
| Gil Delogne        | Mongi Rouis       | 1-0 |
| Joël Hanotiaux     | Ouabi Rouis       | 0-2 |
| Antonio Mettivieri | Fayçal Rouis      | 0-1 |

### S.C. Elbeuf-T.S.C. Latina 1-1* d.t.s.
| Philippe Gillet   | Massimo Vizzino    | 1-1  |
| Emman Lafontaine  | Marco Lauretti     | 1-2  |
| Stéphane Pommier  | Gianluca Carpanese | 1-0* |
| Christophe Fuseau | Vito Colomba       | 1-1  |

## Semifinali

### Falcons Athens-Atlas T.F. 1-0
| Giorgos Tsompanidis  | Nasos Fotopoulos         | 3-0 |
| Giorgos Koutis       | Lazaros Papakonstantinou | 1-1 |
| Kostas Triantafillou | Giorgos Zavos            | 1-1 |
| Christos Rikos       | Kostas Kechris           | 1-1 |

### S.C. Charleroi-T.S.C. Latina 3-0
| Alain Hanotiaux    | Marco Lauretti     | 1-0 |
| Gil Delogne        | Massimo Vizzino    | 4-0 |
| Joël Hanotiaux     | Gianluca Carpanese | 0-0 |
| Antonio Mettivieri | Vito Colomba       | 2-0 |

## Finale

### S.C. Charleroi-Falcons Athens 2-1
| Alain Hanotiaux    | Giorgos Koutis          | 2-0 |
| Gil Delogne        | Christos Rikos          | 2-1 |
| Joël Hanotiaux     | Kostas Triantafillou    | 0-3 |
| Antonio Mettivieri | Panagiotis Konstantakos | 1-1 |